# Karwowo (Kołbaskowo)
Karwowo (deutsch Karow) ist ein Dorf in der polnischen Woiwodschaft Westpommern. Es gehört dem Kreis Police an und ist ein Teil der Gemeinde Kołbaskowo (Kolbitzow).

## Geographische Lage
Das Dorf liegt in Vorpommern, etwa zehn Kilometer südwestlich von Stettin und zwei Kilometer nördlich von Smolęcin (Schmellenthin).

## Geschichte
Im Jahr 1945 gehörte Karow zum Landkreis Randow im Regierungsbezirk Stettin der preußischen Provinz Pommern und war dem Amtsbezirk Zahden zugeordnet.
Nach der Besetzung der Region im Zweiten Weltkrieg durch die Rote Armee 1945 wurde Karow zusammen mit Teilen Vorpommerns und mit Hinterpommern (militärische Sperrgebiete jedoch ausgenommen) seitens der sowjetischen Besatzungsmacht der Volksrepublik Polen zur Verwaltung unterstellt. Danach begann die Zuwanderung von Polen. Das Dorf wurde in „Karwowo“ umbenannt. In der Folgezeit wurde die einheimische Bevölkerung von der polnischen Administration aus dem zur sowjetischen Besatzungszone gekommenen Teil des Kreisgebiets vertrieben.

### Demographie
| Jahr | Einwohner | Anmerkungen                                                                       |
| ---- | --------- | --------------------------------------------------------------------------------- |
| 1925 | 134       | darunter 130 Evangelische, drei Katholiken und eine Person unbekannter Konfession |
| 1933 | 125       | [ 2 ]                                                                             |
| 1939 | 139       | [ 2 ]                                                                             |

## Verkehr
Der Ort war ehedem ein Haltepunkt der Kleinbahn Casekow–Penkun–Oder, die von Casekow nach Pomorzany Port (Pommerensdorf Hafen) führte.